# 国立アメリカ空軍博物館

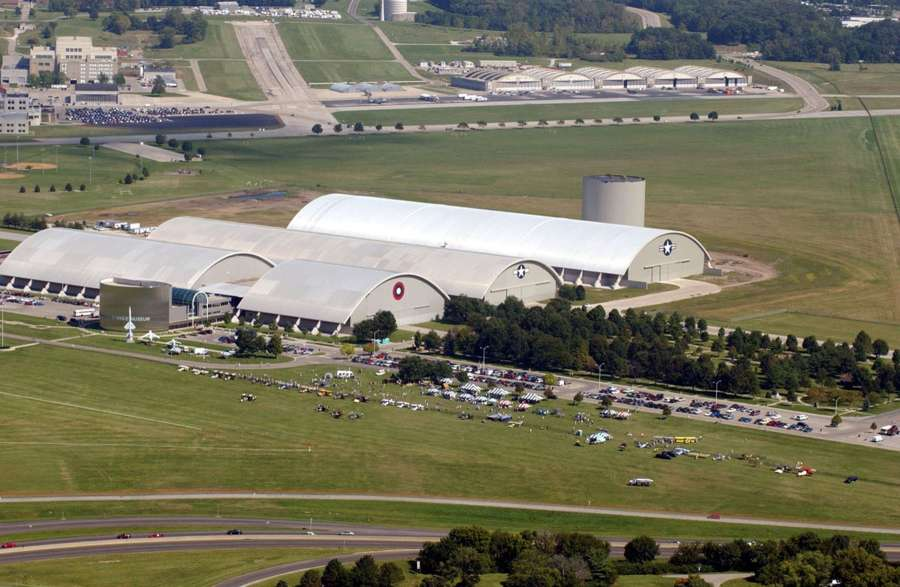
国立アメリカ空軍博物館の上空からの写真

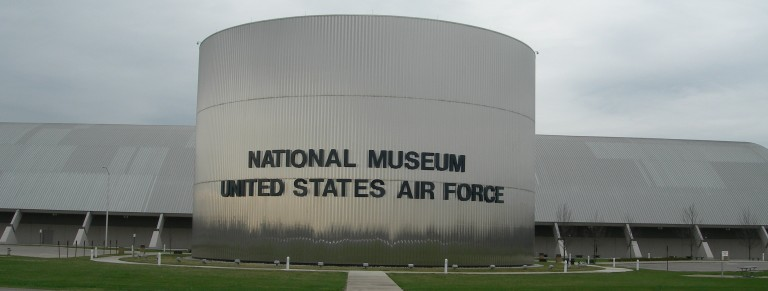
国立アメリカ空軍博物館のIMAXシアター（有料）

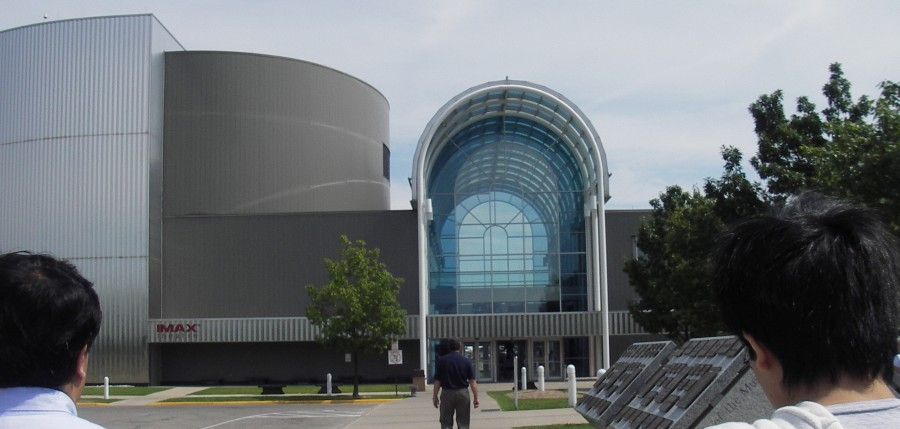
国立アメリカ空軍博物館正面入り口

国立アメリカ空軍博物館（こくりつアメリカくうぐんはくぶつかん、英: National Museum of the United States Air Force）は、アメリカ空軍の公式なアメリカ合衆国立博物館である。かつてはアメリカ空軍博物館（United States Air Force Museum）と呼ばれていた。オハイオ州デイトンの真東、リバーサイドのライト・パターソン空軍基地にある。400以上の航空機及びミサイルを展示しており、そのほとんどが屋内に展示されている。入場は無料である。

## 展示

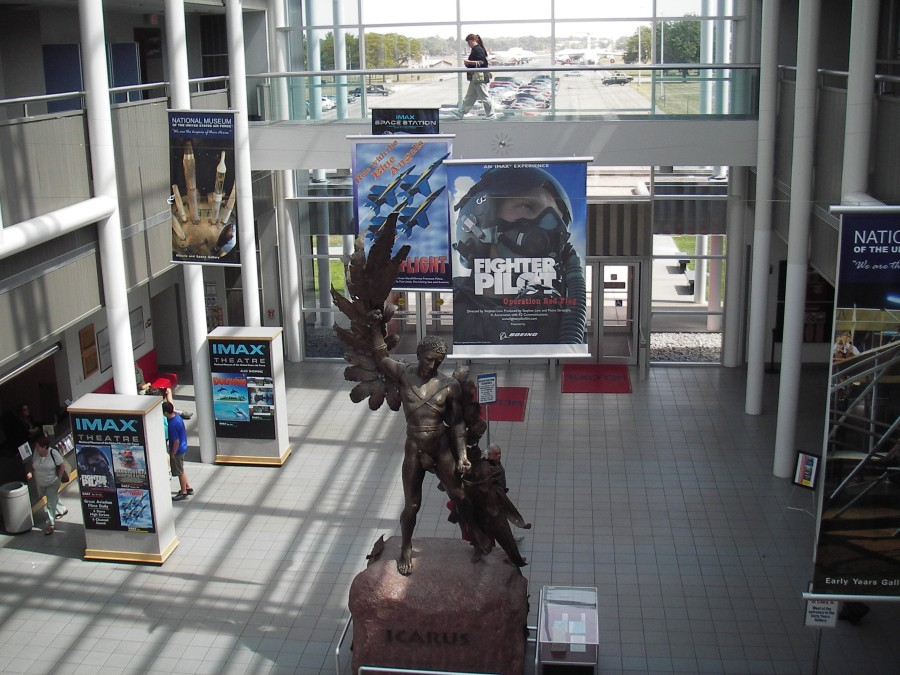
国立アメリカ空軍博物館のロビー。イカロスの銅像が飾られている。

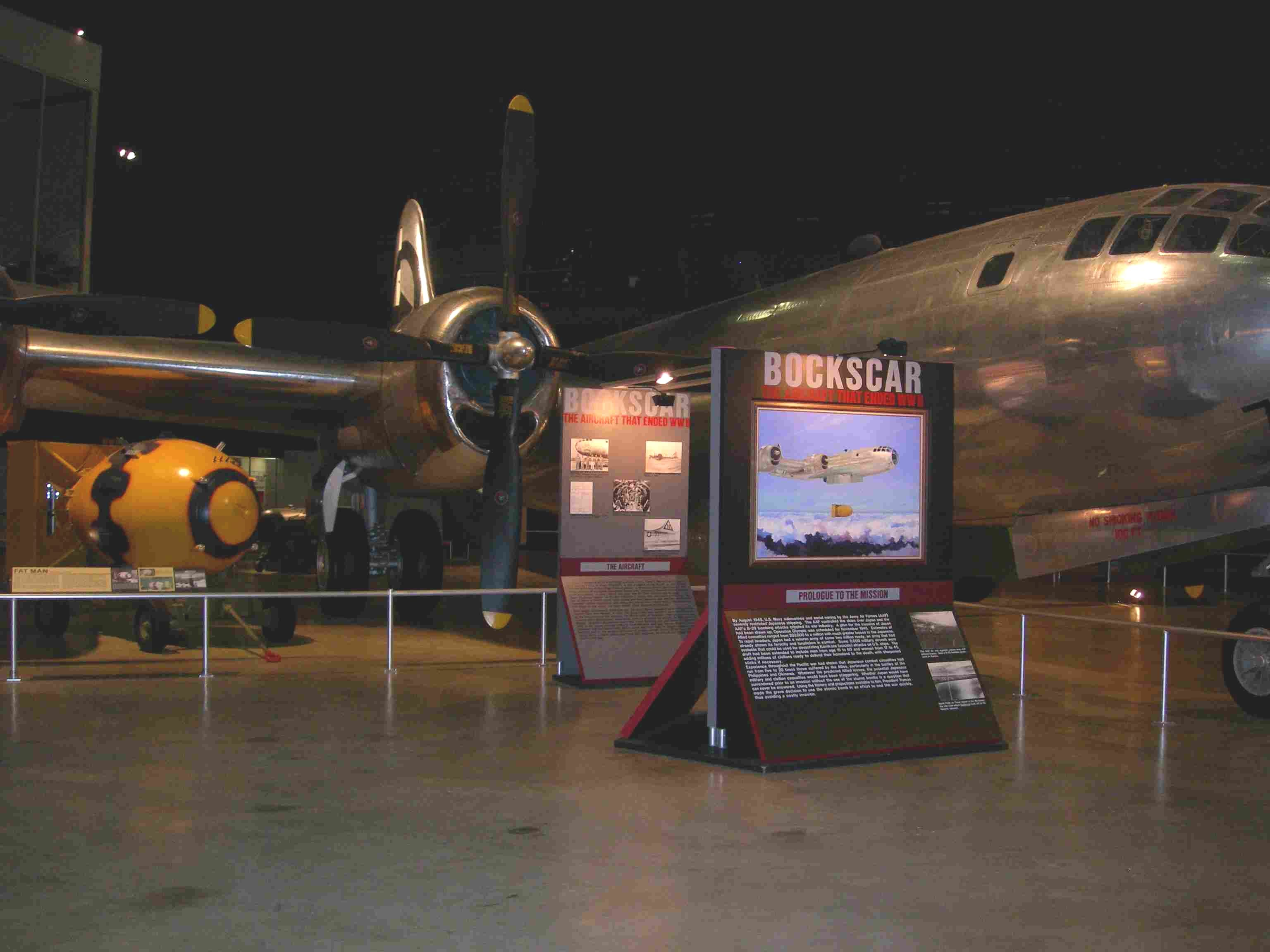
B-29ボックスカーと、ファットマンの複製

国立アメリカ空軍博物館は、太平洋戦争で長崎市への原子爆弾投下に用いられたB-29 スーパーフォートレスであるボックスカーの実機、ただ1機現存するXB-70 バルキリー、4機現存するB-36のうちの1機、アポロ15号のコマンドモジュールをはじめとする数多くの歴史的・航空技術的に貴重な航空機、宇宙機及びその関連品を所蔵・展示している。展示飛行機のうち、かなりの数は隣接の滑走路へ飛んできて展示エリアで眠りについたものである。
博物館には別館があり、アメリカ合衆国大統領専用機や、XB-70 バルキリー、YF-12、Xプレーンなどの試作機、実験機が展示されている。本館をどんなに探しても見つからない展示がある場合は別館に展示されている可能性があるため、ボランティアの学芸員に尋ねて展示場所を確認してみるとよい。別館はライト・パターソン空軍基地の敷地内にあり、博物館というよりは格納庫である。本館のギフト・ショップと展示室の間にあるカウンターで写真付き身分証明書（アメリカ国民の場合は社会保障番号カードや運転免許証、外国人の場合はパスポートなど）を提示し、氏名を登録しなければ見学することができない。また、見学者はいったんホールに集められ、見学の際の注意を受ける。見学者は別館の中では写真撮影などもできるが、別館に向かうバスに乗車している間に空軍基地の敷地や建物を撮影することは禁じられている。また、基地内への侵入を防ぐために人数の確認を厳密にしており、帰路のバスの乗車人数が行きのバスの乗車人数と一致しないとバスは発車しない。別館の見学には移動も含めて2時間ほどかかるため、ツアーで訪れている見学者には時間的な都合で見学が困難であることも多く、カウンターの係員にツアー客かどうか必ず確認をとられる。
一般的に有名なスミソニアン博物館の国立航空宇宙博物館よりも展示スペースが広く展示物との距離が近い。来場者の手に届くところに実機があるが、展示物が傷むため触れるのは禁止されている。また、国立航空宇宙博物館では写真撮影やビデオ撮影に用いる三脚の使用が禁止されているが、当博物館ではまったく制限されていない。
以前には野外展示だった大型機も格納庫の拡張により屋内に移されている。夏休みやクリスマス休暇には家族連れや学校の団体が多く訪れたり、海外からの団体ツアーのコースにも組み込まれていたりするために混雑するが、その他の時期にはじっくりと実機の細部を観察でき、博識なボランティア学芸員と話をすることができる。ボランティアには年間を通じて博物館にいる赤いジャケットを着ている者と、臨時の青いジャケットを着ている者とがおり、専門的な質問は赤いジャケットのボランティアに尋ねたほうが的確な回答が返ってくる可能性が高い。殆どの来場者は自家用車でのアクセスである。床が固く面積が広大なのに休憩箇所が少ないのでハイキング用の脚固めが望まれる。非常に広いため、事前に見たい展示が決まっていなくて2時間程度の短時間で見学する場合は最初に一番奥のミサイル・スペース・ギャラリーまで行ってしまい、帰路に展示を見ながら入り口へ戻ってくる歩き方もよい（場内地図）。

### アメリカ合衆国大統領専用機

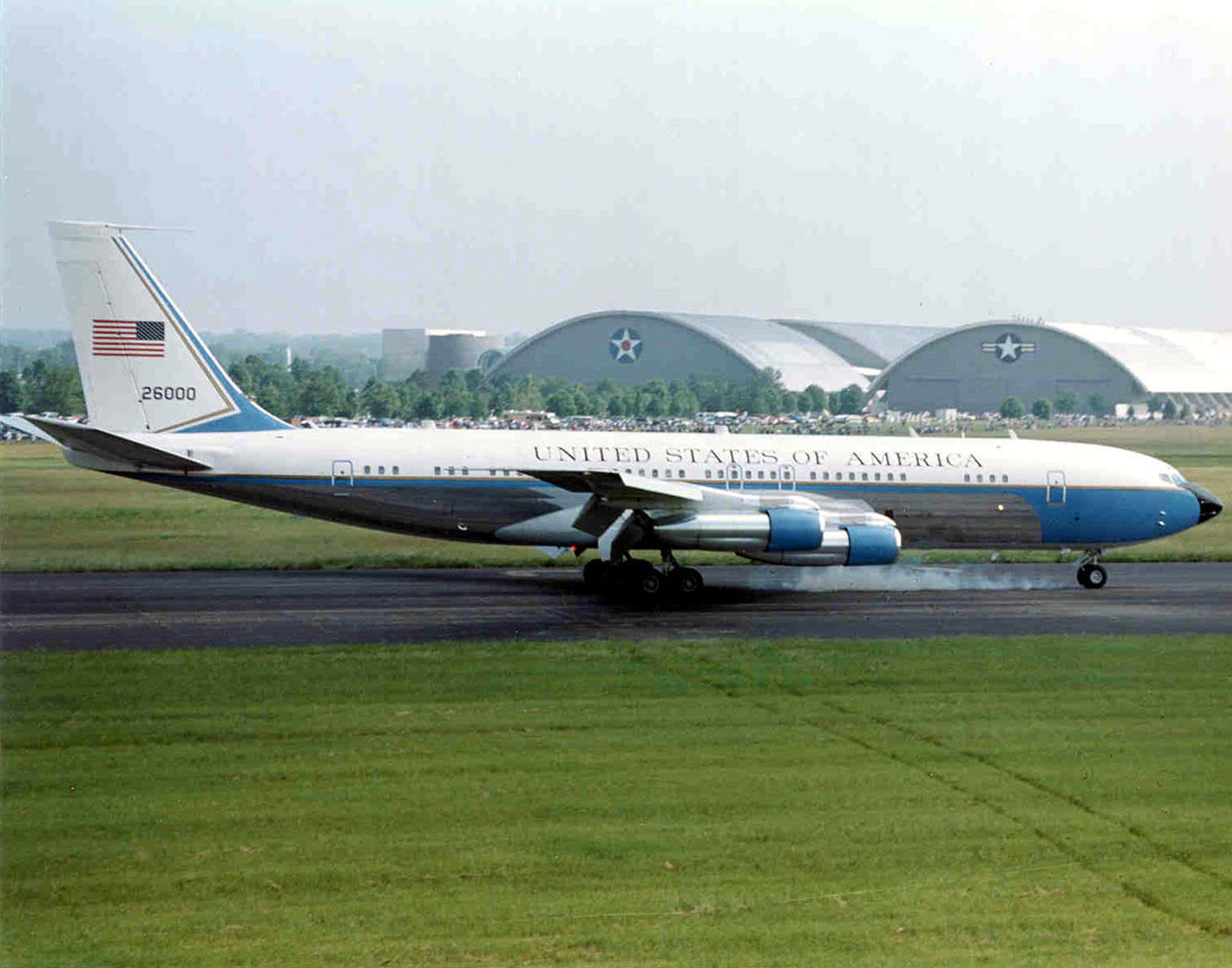
国立アメリカ空軍博物館に到着したVC-137C SAM 26000

フランクリン・D・ルーズベルト、ハリー・S・トルーマン、ドワイト・D・アイゼンハワーが使用したいくつかのアメリカ合衆国大統領専用機を所蔵する。大統領専用機コレクションの中心は、初めてエアフォースワンと呼ばれた機体であるVC-137C（コールサイン「SAM 26000」・ボーイング707の改造機）である。この機体はジョン・F・ケネディ大統領からリチャード・ニクソン大統領まで使用され、後に予備の大統領専用機として運用された。この機体を最も使用したのはリンドン・B・ジョンソン大統領である。

### 飛行先駆者
この展示区画は空を飛んだ先駆者たち、特に世界初の空港となったハフマンプレイリーを拠点に試験飛行を実施したライト兄弟を軸とする大きなエリアである。1909ミリタリー・フライヤーの複製がライト兄弟のその他の遺品とともに展示されている。このエリアは教育的な展示が置かれるとともにアメリカ航空史の栄誉の殿堂も兼ねている。

### 制服・被服
博物館は、その所蔵品の中にアメリカ陸軍航空隊及びアメリカ空軍の被服及び制服の膨大な目録を持っている。第二次世界大戦期の由緒あるA-2レザー・フライング・ジャケットが常に50着以上展示され、その多くはアメリカ空軍史に残る人物が所有していた。それ以外のものは、それらの元の所有者と彼らと空を飛んだ飛行機とその任務を表現するために、美しく描かれている。博物館の展示には、ジミー・スチュアート大佐が着用していたジャケット、P-38のエース・パイロットであるリチャード・I・ボングのB-3シープスキン・ジャケットとブーツ、真珠湾攻撃の間に飛び立った数少ない陸軍航空隊パイロットの1人が着ていたA-2ジャケット、ロナルド・レーガン大統領のPコートなどが含まれている。

### その他の展示とアトラクション

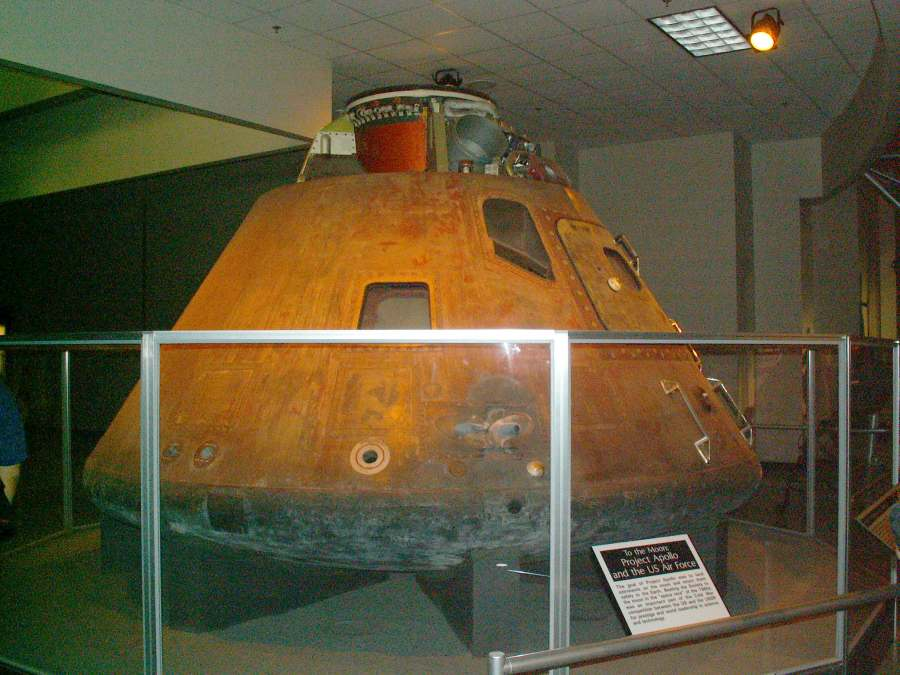
宇宙機展示の目玉、アポロ15号コマンドモジュール「エンデバー」

第3格納庫とミサイル・ホールの建設が2004年に完了し、第3格納庫には現在、B-2 スピリットステルス爆撃機、F-117 ナイトホークステルス攻撃機のような冷戦時代の航空機が収容されている。宇宙関連展示、大統領専用機及びより大型化した教育福祉区域を収容する第4格納庫を新設するためと、市民の利便性を高めるための改修を行うための予算の調達が始まっている。
博物館は、主に航空宇宙を取り上げるIMAXフィルムを特徴とするIMAXシアターがあるが、これらの映画は有料である。
国立アメリカ空軍博物館は、所有する展示品以外の航空機をアメリカ合衆国内の別の航空博物館に貸し出している。これらの貸与航空機のほとんどは、当博物館で展示されている航空機と機種が重複しているものである。博物館のスタッフは、貸与された財産の保存と復元の質における高い水準を要求しており、国立アメリカ空軍博物館から航空機を貸与されている博物館が航空機を保存するのに十分な資質を持たないと考えられる場合には、これらの貸与を打ち切ることがある。これは過去に、映画の題材にもなったB-17爆撃機、メンフィス・ベルで実際に起こった出来事である。

## 歴史
国立アメリカ空軍博物館の歴史は、デイトンのマコック・フィールドの技術部が最初に技術遺産を収集した1923年にさかのぼる。それらは、1927年にライト・フィールドに移転され、一連の建物に収容された。1954年にかつてフェアボーンの元パターソン・フィールドにあったエンジン・オーバーホール・ハンガーであった89号棟に収容され、これがアメリカ空軍博物館としての最初の永続的な施設となった。博物館の多くの航空機は、屋外に駐機され、風雨にさらされていたが、1971年に現在の施設が最初に開館するまでそのままであった。本来のライト・フィールド固有の別館を含めず、博物館の区画の一辺の長さは1971年の設立から3倍以上になった。

## 施設
開園時間
博物館は毎日午前 9 時から午後 5 時まで開館しています。

## 展示品リスト
次に国立アメリカ空軍博物館の展示品の一部を示す。この他にも多数の航空機、ミサイル、その他の兵器、歴史的な品々が展示されている。なお、特に注がない場合は、アメリカ合衆国で開発されたものである。

### 航空機

#### 第一次世界大戦期

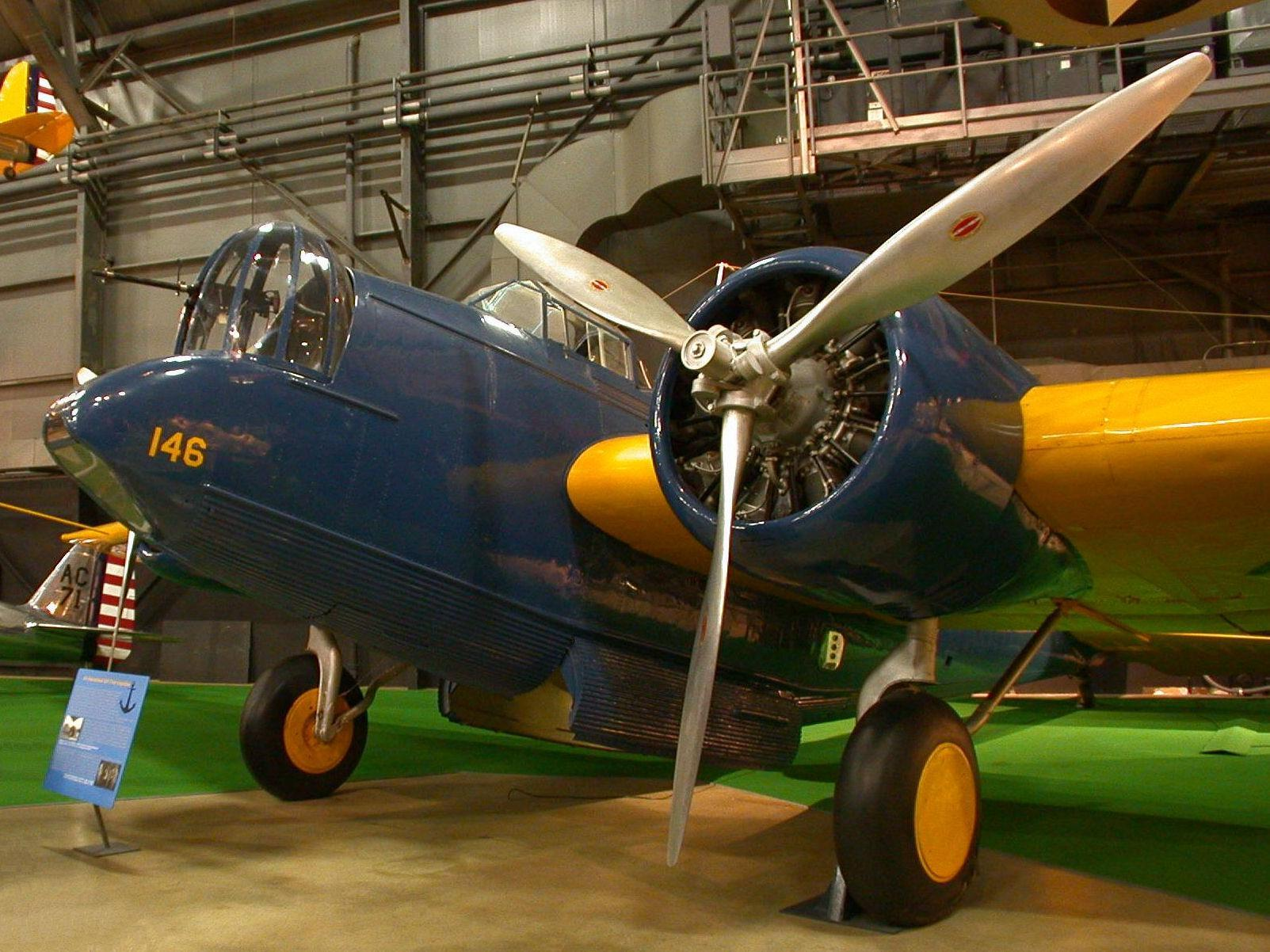
マーチン YB-10

- スパッド S.VII （フランス）
- ソッピース キャメル （イギリス）
- フォッカー Dr.I （ドイツ）
- フォッカー D.VII （ドイツ）

#### 戦間期
- マーチン B-10

#### 第二次世界大戦期
- カーチス P-36A
- カーチス P-40E ウォーホーク
- カーチス C-46 コマンドー

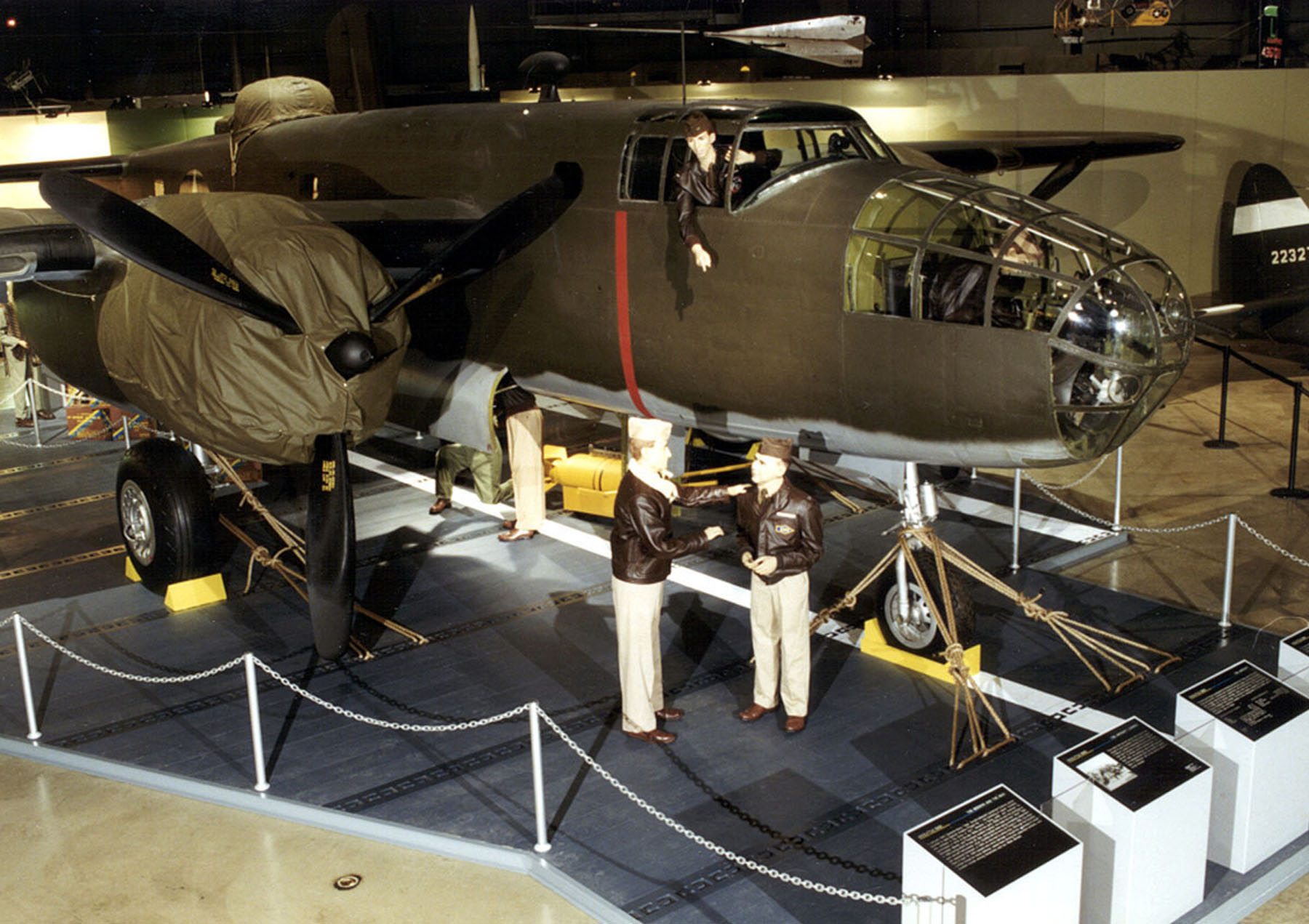
B-25B ミッチェル

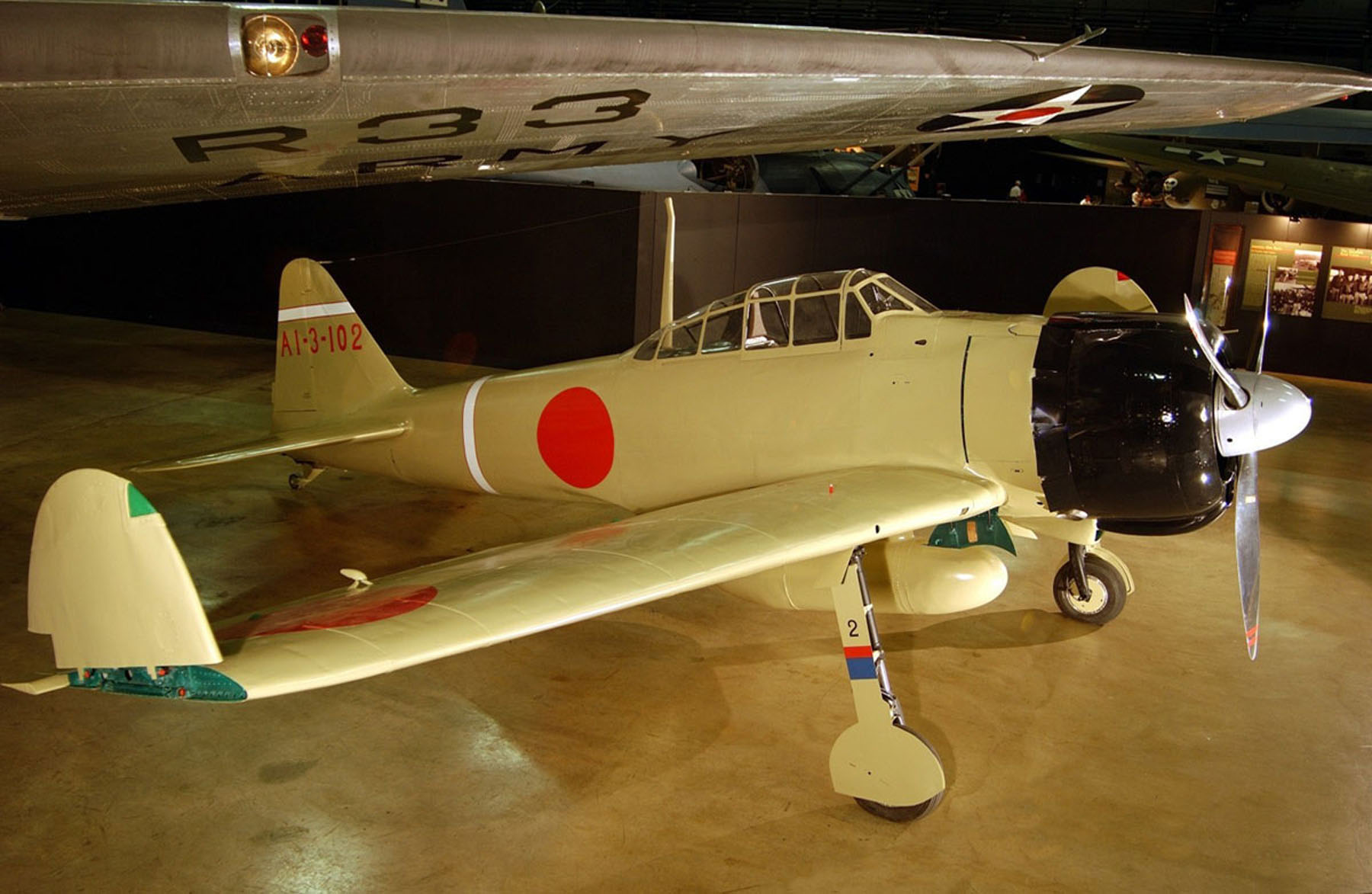
A6M2 零式艦上戦闘機

- コンソリデーテッド B-24D リベレーター
- コンソリデーテッド OA-10 カタリナ
- スーパーマリン スピットファイア Mk.Vc （イギリス）
- セバスキー P-35
- ダグラス B-18 ボロ
- ダグラス SBD ドーントレス
- デハビランド DH.82A タイガー・モス （イギリス）
- デハビランド モスキート （イギリス）
- ノースアメリカン P-51D マスタング
- ノースアメリカン B-25B ミッチェル
- ノースロップ A-20G ハヴォック
- ノースロップ P-61C ブラックウィドウ
- リパブリック P-47D サンダーボルト
- フィーゼラー Fi 156C-1 シュトルヒ （ドイツ）
- フォッケウルフ Fw 190D-9 （ドイツ）
- ブリストル ボーファイター （イギリス）
- ベル P-39Q エアラコブラ
- ボーイング B-17G フライングフォートレス シューシューベイビー
- ホーカー ハリケーン Mk.IIA （イギリス）
- マッキ MC.200 サエッタ （イタリア）
- マーチン B-26G マローダー
- メッサーシュミット Bf 109G-10 グスタフ （ドイツ）
- メッサーシュミット Me163B コメート （ドイツ）
- メッサーシュミット Me262A シュヴァルベ （ドイツ）
- ユンカース Ju 88 （ドイツ）
- ロッキード P-38L ライトニング
- 川西 N1K2-J 紫電改 （日本）
- 三菱 A6M2 零式艦上戦闘機 （日本）
- 横須賀 桜花練習機 （日本）
- V1飛行爆弾（フィーゼラー Fi 103） （ドイツ）
- V2ロケット

#### 朝鮮戦争期
- シコルスキー UH-19B チカソー

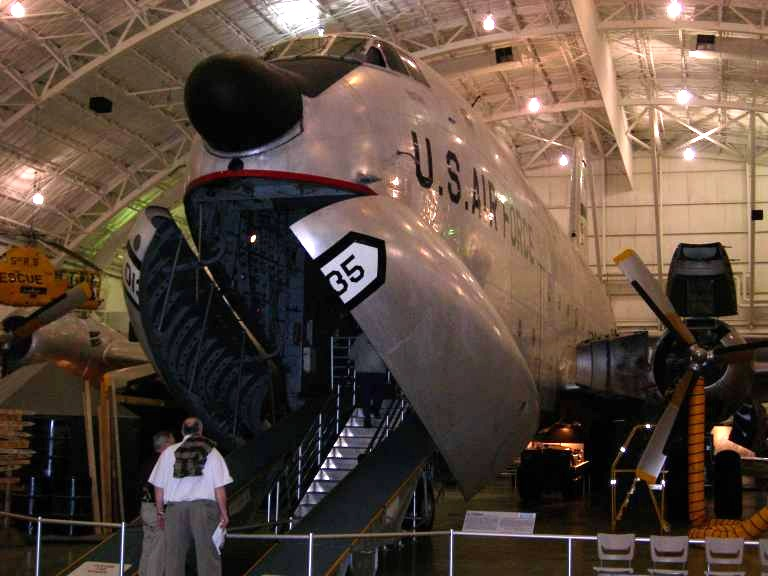
C-124C グローブマスター II

- ダグラス C-124C グローブマスター II
- ダグラス A-26C インベーダー
- ノースアメリカン F-82B ツイン・マスタング
- ノースアメリカン F-86A セイバー
- ノースアメリカン T-6 モスキート
- パブリック F-84E サンダージェット
- リパブリック F-84F サンダーストリーク
- フェアチャイルド C-82 パケット
- ミコヤン・グレヴィッチ MiG-15bis ファゴット （ソビエト連邦）
- ノースロップ F-89 スコーピオン
- ボーイング WB-50D スーパーフォートレス
- ボーイング KC-97L ストラトフレイター
- ロッキード F-80C シューティングスター
- ロッキード F-94A スターファイア

#### 冷戦期
- コンベア F-102A デルタダガー

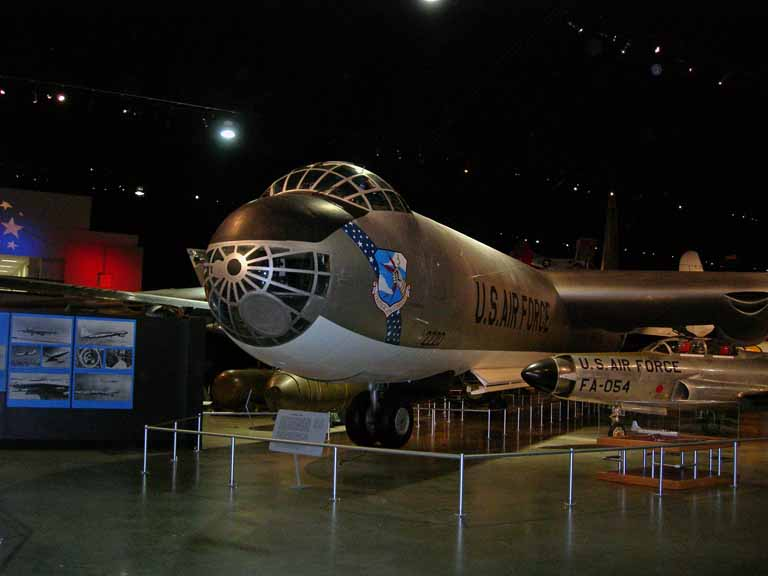
B-36J ピースメーカーとF-94A スターファイア

- コンベア F-106A デルタダート（58-0787号機（ニックネーム「コーンフィールド・ボンバー）」））
- コンベア B-36J ピースメーカー
- コンベア B-58 ハスラー
- ボーイング RB-47H

#### ベトナム戦争期

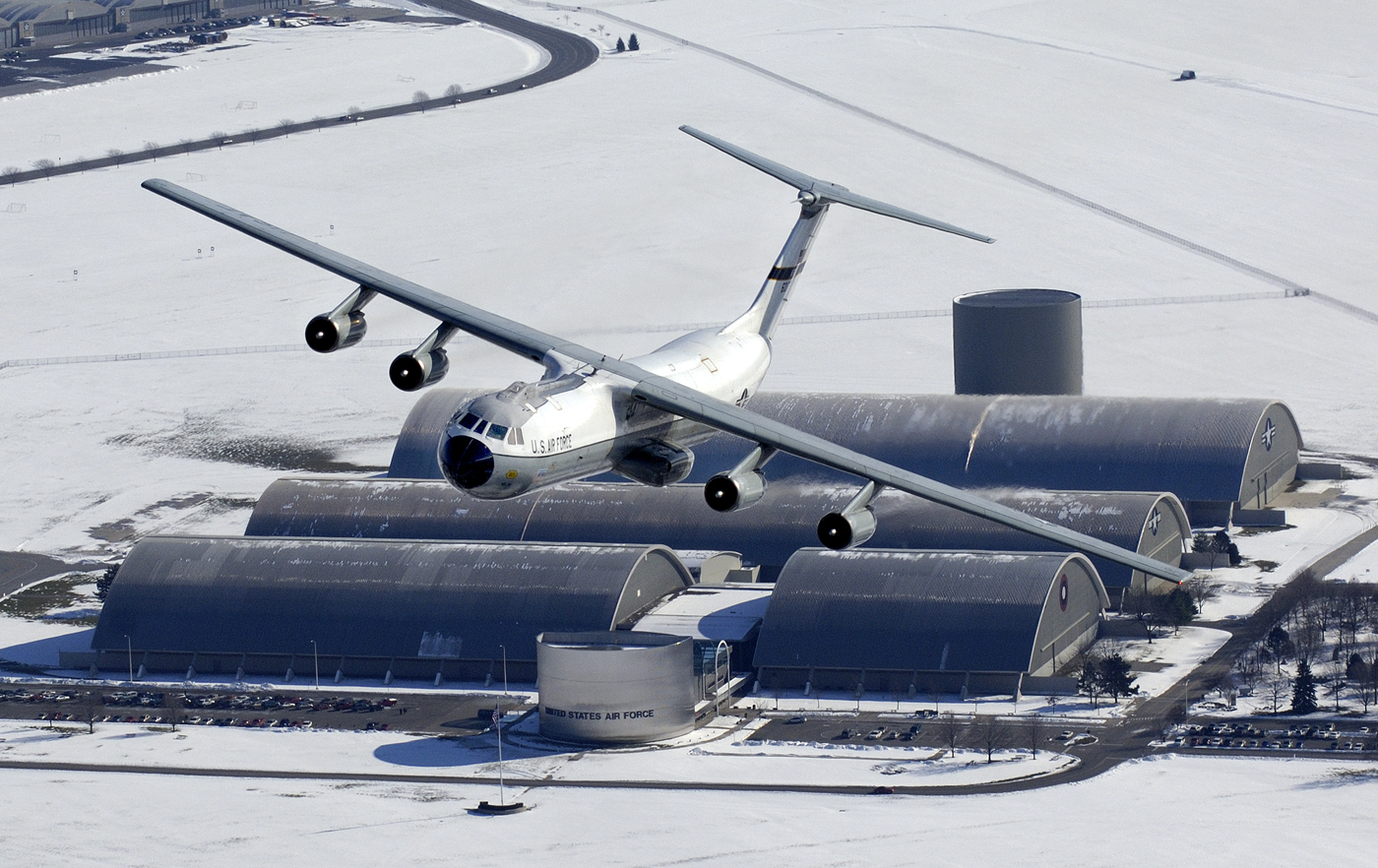
国立アメリカ空軍博物館上空を飛行するハノイ・タクシー（C-141 スターリフター）。2005年12月。

- イングリッシュ・エレクトリック EB-57B キャンベラ （イギリス）
- ジェネラル・ダイナミックス F-111A アードバーク
- シコルスキー CH-3E
- セスナ O-2 スカイマスター
- ダグラス A-1E スカイレイダー
- ダグラス RB-66B デストロイヤー
- ノースアメリカン F-100F スーパーセイバー
- マクドネル F-101 ヴードゥー 及び RF-101
- ノースロップ YF-5A スコシ・タイガー
- ベル UH-1P イロコイ
- ボーイング B-52D ストラトフォートレス
- マクドネル・ダグラス F-4C ファントム II
- ミコヤン・グレヴィッチ MiG-17 フレスコ （ソビエト連邦）
- ミコヤン・グレヴィッチ MiG-19S ファーマー （ソビエト連邦）
- ミコヤン・グレヴィッチ MiG-21PH フィッシュベッド （ソビエト連邦）
- ミコヤン・グレヴィッチ MiG-23 フロッガー （ソビエト連邦）
- リパブリック F-105D サンダーチーフ
- リング・テムコ・ヴォート A-7D コルセア II
- ロッキード C-141 スターリフター
- ロッキード F-104C スターファイター

#### 冷戦後期
- スホーイ Su-22 フィッター （ソビエト連邦）
- フェアチャイルド/リパブリック A-10A サンダーボルト II
- ミコヤン・グレヴィッチ MiG-29 ファルクラム （ソビエト連邦）
- パナビア トーネードIDS （イギリス・ドイツ・イタリア）
- ロッキード SR-71A ブラックバード
- ロッキード U-2A
- ロッキード AC-130A スペクター「アズラエル」
- ロッキード F-117A ナイトホーク
- ロックウェル B-1B ランサー

#### 冷戦終結後
- ジェネラル・アトミックス RQ-1A プレデター
- ノースロップ B-2A スピリット（静的強度試験機に運用機の脚をつけたもの[3]）
- ノースロップ YF-23 ブラックウィドウ II
- ボーイング X-32 JSF
- ロッキード/ボーイング/ジェネラル・ダイナミックス YF-22 ラプター

#### 大統領専用機
- ダグラス VC-118 インディペンデンス（ハリー・トルーマン使用）
- ベル UH-13J スー（ドワイト・D・アイゼンハワー、ジョン・F・ケネディ使用）
- ボーイング VC-137C - SAM 26000（エアフォースワンと呼ばれた初の機体、ジョン・F・ケネディ、リンドン・ジョンソン、リチャード・ニクソン使用）
- ロッキード VC-121E コロンバイン III（ドワイト・D・アイゼンハワー使用）

#### 研究機・開発機
- カーチス・ライト X-19
- グラマン X-29A
- コンベア XP-81
- コンベア XF-92A
- コンベア XC-99
- ダグラス X-3 スティレット
- ノースアメリカン F-107A
- ノースアメリカン XB-70 バルキリー

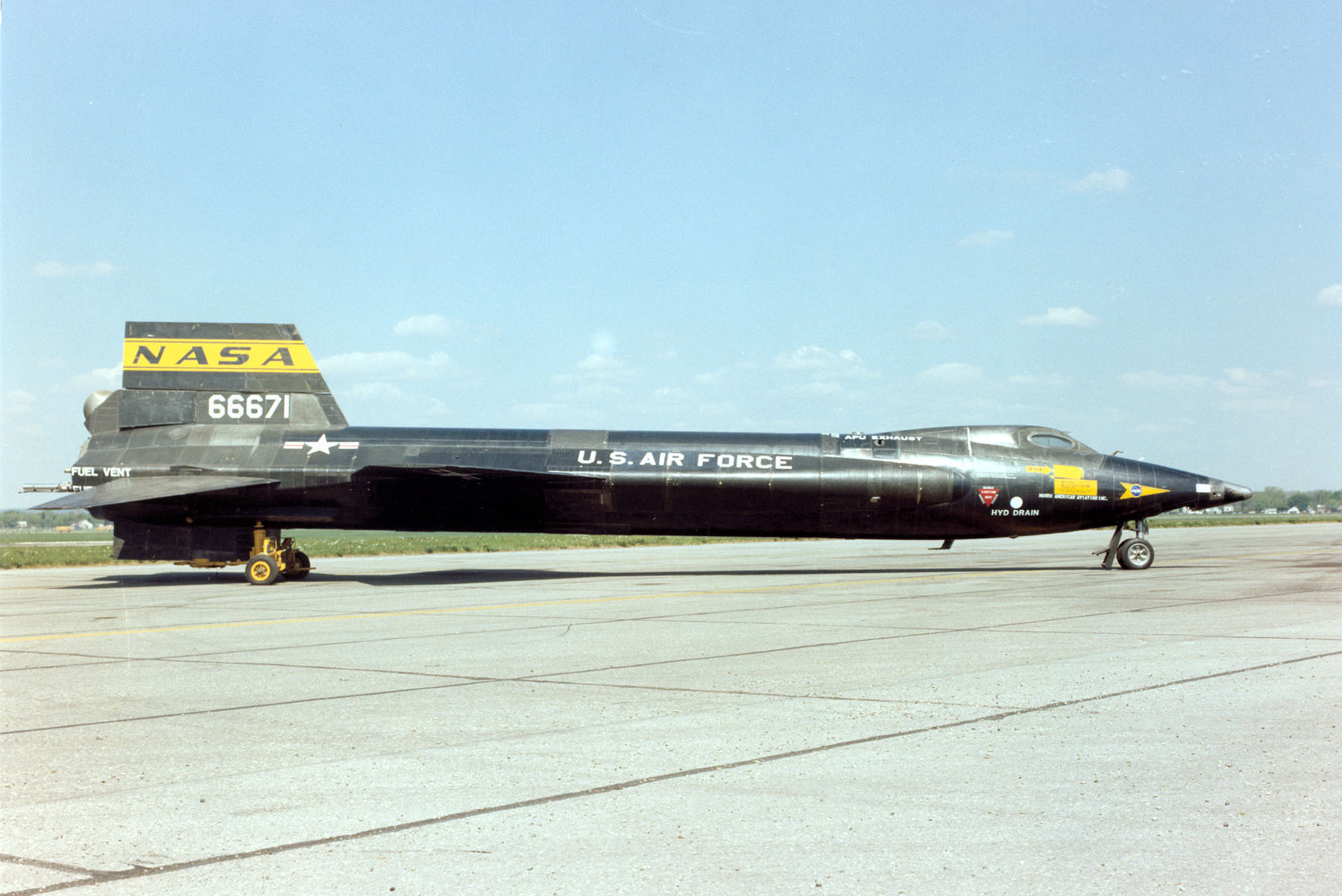
X-15

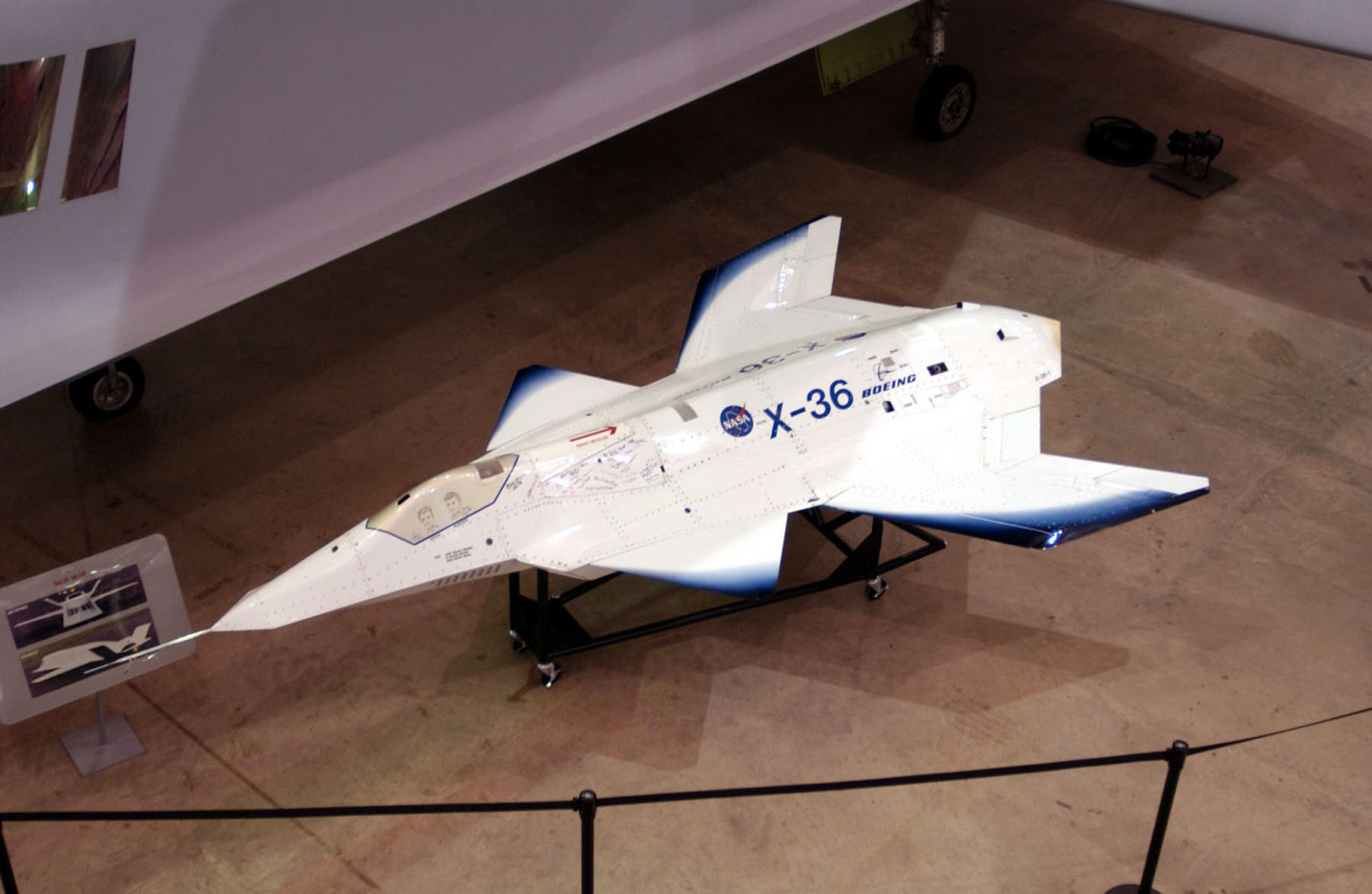
X-36

- ノースアメリカン X-10
- ノースアメリカン X-15（有人最高速度記録保持機）
- ノースロップ X-4 バンタム
- フィッシャー（GM） P-75A イーグル
- ベル P-59B エアラコメット
- ベル X-1B
- ベル X-5
- ボーイング X-45 無人戦術機
- ボーイング バード・オブ・プライ
- NASA/ボーイング X-36
- マクドネル XF-85 ゴブリン
- マクドネル XF-90
- マクドネル・ダグラス F-15 ストリーク・イーグル（上昇時間記録保持機）
- マーチン X-23
- ライアン X-13 バーチジェット
- リパブリック XF-91 サンダーセプター
- リパブリック YRF-84F FICON（F-84の試作機）
- リパブリック XF-84H（F-84のターボプロップ型）
- ロッキード YF-12A
- ロッキード X-7A

### エンジン
- アリソン V-1710
- アリソン V-1710-85
- パッカード V-1650 マーリン
- プラット&ホイットニー R-1830-90C
- プラット&ホイットニー R-2800-21
- ライト R-1820
- ライト R-2600-13
- ライト R-2600 サイクロン14
- ライト R-3350-57 サイクロン
- ロールス・ロイス エイヴォン MK 203（イギリス）

### 兵器

#### ミサイル

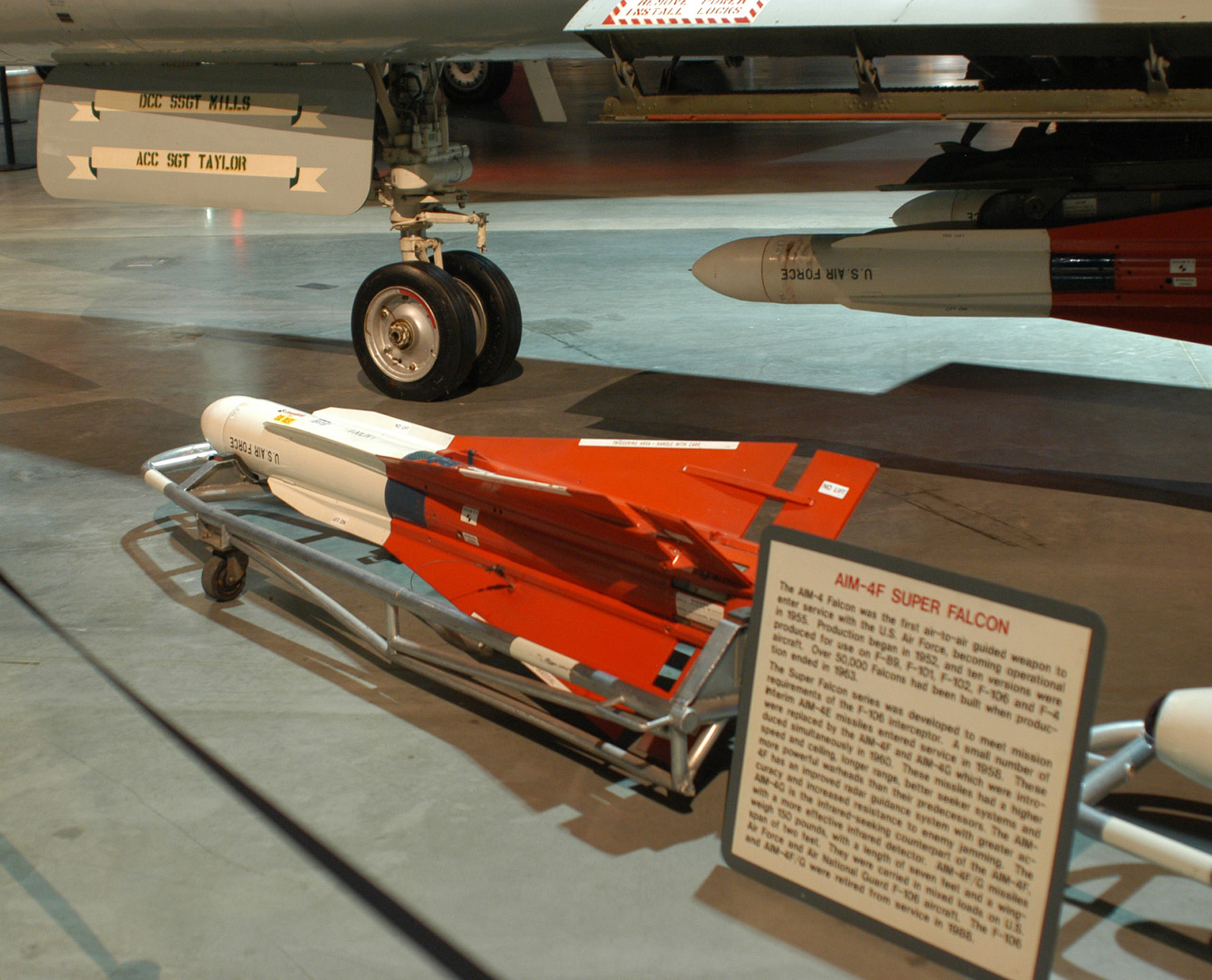
AIM-4F スーパーファルコン

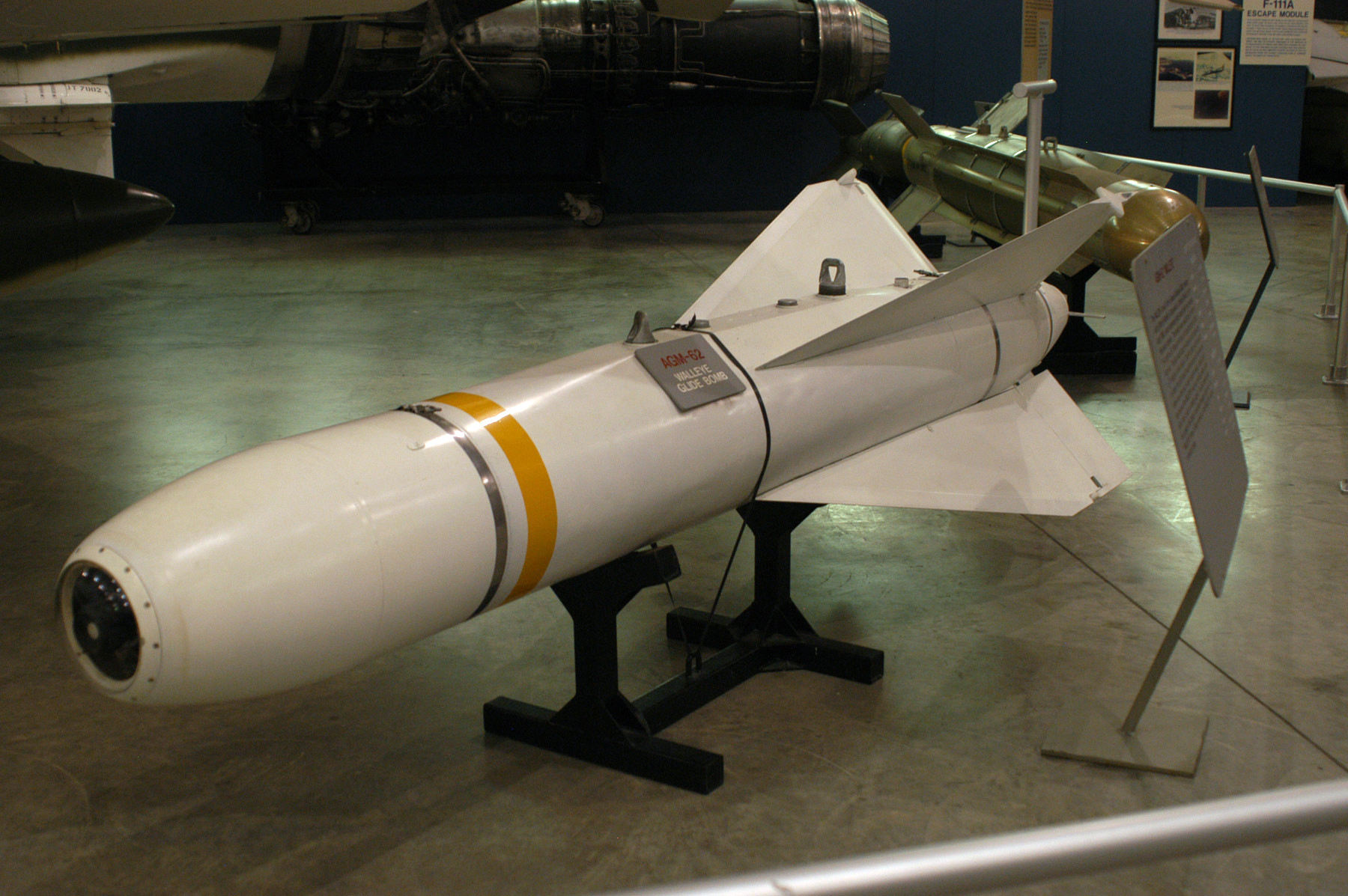
AGM-62 ウォールアイ

- クライスラー PGM-11A レッドストーン
- クライスラー SM-78/PGM-19A ジュピター
- コンベア SM-65 アトラスD
- ジェネラル・ダイナミックス AGM-78B スタンダードARM
- ダグラス SM-75/PGM-17A ソアー
- テキサス・インスツルメンツ AGM-45A シュライク
- テキサス・インスツルメンツ AGM-88 HARM
- ヒューズ AIM-4C/D ファルコン
- ヒューズ AIM-4F スーパーファルコン
- ヒューズ AIM-26C ファルコン
- ヒューズ AIM-120 AMRAAM
- ヒューズ/レイセオン AGM-65 マーベリック
- フィルコ/GE/レイセオン AIM-9 サイドワインダー
- ボーイング LGM-30B ミニットマン I
- ボーイング LGM-30G ミニットマン III
- ボーイング AGM-69 SRAM
- ボーイング AGM-86B ALCM
- ボーイング AGM-131 SRAM II
- マーチン AGM-12C ブルパップB
- マーチン・マリエッタ SM-68A/HGM-25A タイタン I
- マーチン・マリエッタ SM-68B/LGM-25C タイタン II
- マーチン・マリエッタ AGM-62 ウォールアイ
- マーチン・マリエッタ LGM-118A ピースキーパー
- レイセオン AIM-7 スパロー
- ロックウェル AGM-130（英語版）

#### 核爆弾
- リトルボーイ
- ファットマン
- Mark 5 核爆弾
- Mark 7 核爆弾
- Mark 53 熱核爆弾

#### 機関砲・火砲
- FlaK 36 88mm 多用途砲（ドイツ）
- Flakvierling 38 20mm 対空砲（ドイツ）
- ジェネラル・エレクトリック GAU-8/A アベンジャー 30mm機関砲
- ジェネラル・ダイナミックス M61A1 バルカン 20mm機関砲